# تاكويا سودزومورا
تاكويا سودْزُمورا (باليابانية: 鈴村 拓也) (مواليد 13 سبتمبر 1978)، هو لاعب كرة قدم ياباني سابق كان يلعب كلاعب وسط.

## وصلات خارجية
- تاكويا سودزومورا على موقع الاتحاد الدولي (مؤرشف)  (الإنجليزية)
- تاكويا سودزومورا على موقع رابطة كرة القدم اليابانية للمحترفين (اليابانية)
- تاكويا سودزومورا على موقع عالم كرة القدم.نت (الإنجليزية)